# Zsigmond-harang (Prága)
A Zsigmond-harang (csehül: Zvon Zikmund) Csehország legnagyobb harangja. A prágai Szent Vitus-székesegyház magas déli tornyában elhelyezett e0 hangú bronzharangot 1549-ben öntötték. Különlegessége, hogy csak a legnagyobb ünnepeken szólaltatják meg, amelyhez a mai napig kézi erőt alkalmaznak, hagyományosan 6 harangozó szükséges a megkondításához.

## Története
A harangot az elődje, a Patron-harang pótlására készítették el, amely a Hradzsint és a Kisoldalt 1541-ben elpusztító nagy tűzvész idején semmisült meg. A Zsigmond-harangot 1549-ben a brünni Tomáš Jaroš harangöntő mester készítette, azonban csak a második próbálkozásra sikerült az öntés. A megállapodás szerint a sikertelen öntés költségeit magának a harangöntő mesternek kellett volna kifizetnie, de ő I. Ferdinánd királyt kérte, hogy bocsásson meg neki, aki végül eltekintett ettől.
A bronzhoz szükséges ónt a Horní Slavkov-i bányákból szerezték be, a rezet pedig a Magyar Királyságból, a felvidéki rézbányákból importálták. Rendszerint a mesterek a rezet Kutná Horából vásárolták, de a Zikmund gyártásának idején nem állt rendelkezésre elegendő készlet. Amikor a kész művet a várba szállították, először a Mindenszentek templománál egy faépítményben akasztották fel helytelenül: csak az egyik fülét rögzítették, végül 1560-ban szakszerűen függesztették fel. 1563-ban találták meg Boniface Wohlmuth mestert, aki megígérte, hogy a harangot feljuttatja a Szent Vitus-székesegyház déli tornyába. Nincsenek adatok arról, hogy mikor sikerült, csak azt tudjuk, hogy 1567-ben a nagyharang még mindig az eredeti helyén lógott, 1581-ben már megemlítik, hogy ugyan már a toronyban van, de helytelenül rögzítve, mert éppen abban az évben akasztották fel. A legenda szerint a harangot a király lánya juttatta a toronyba egy saját gyártású speciális emelővel, amelyhez lányok hajából készült kötelet használt.
2002 júliusában a csehországi parlamenti választásokat követő harangozáskor leszakadt a harangnyelv, ami a cseh néphit szerint egy közelgő tragédiára figyelmeztet. Ezt követően alig két hónappal több évszázad óta nem látott áradások sújtottak le Prágára, České Budějovicére és Český Krumlovra. Végül pótolták az alkatrészt, így 2002. szeptember 28-án, Szent Vencel ünnepén és a templom búcsúján ismét megkondulhatott.

## Jellemzői
A prágai Hradzsinban álló Szent Vitus, Vencel és Adalbert-székesegyház Zsigmond-harangját 1549-ben a brünni Tomáš Jaroš harangöntő mester készítette. A mai napig ez a legnagyobb cseh harang, amelynek alsó átmérője 256 cm, magassága 203 cm, becsült maximális tömege 16,5 tonna (Petr Rudolf Manoušek cseh harangozó 13-14 tonnára becsüli a tömegét), alaphangja e0. A harang gazdagon díszített, a díszítés egyes elemei a Zikmundon fordultak elő először cseh területen. A nagyharangot kézzel szólaltatják meg, akárcsak a  székesegyház összes többi harangját, amelyek ugyanabban a toronyban lógnak és rendszeresen megszólalnak minden vasárnap. 
A Zsigmond-harang megkondításához tradicionálisan 6 harangozóra van szükség: 2-2 a köteleket húzza, 2 pedig a belengetés idején visszafogja a harangnyelvet, hogy csak az ideális kilengéskor üsse meg a palástot, végül ők is fogják le, hogy ne lengjen tovább a harangozás végeztével.
A harangozást a prágai Szent Vitus-harangok önkéntes harangozóinak egyesülete (Campanari Sancti Viti Pragenses) biztosítja Tomáš Stařecký vezetésével. Régebben gyakran megszólaltatták, például egy tartományi gyűlés megnyitóján, vidám alkalmakkor vagy a tűzriadó megszólaltatására. A Zsigmond-harangot ma is használják a fontos egyházi ünnepeken, karácsony és húsvét mellett pünkösdkor és úrnapján, novemberben Krisztus király ünnepén, Szent Vencel (szeptember 28.) és Prágai Szent Adalbert (április 23.) ünnepén, valamint júniusban vagy júliusban az új papok felszentelésekor. 
1973-ban a prágai püspökség alapításának ezeréves évfordulója alkalmából is megszólaltatták (akkoriban Tomášek bíboros önkéntes harangozói, többnyire prágai egyetemek végzősei harangoztak). Más ünnepeken és fontos események alkalmával is megszólaltatták – például a 2001. szeptember 11-i terrortámadások után vagy a Tíz évszázad építészete című kiállítás záróünnepségére 2001. november 4-én. A cseh nemzet fontos tagjait is vele búcsúztaják, szólt Masaryk elnök búcsúztatásakor 1937. szeptember 21-én, illetve Václav Havel, Karel Gott és Karel Schwarzenberg temetésekor is. A hagyományok szerint a pápák halálhírét is a Zsigmond-haranggal tudatják a hívekkel.

## Fordítás
- Ez a szócikk részben vagy egészben  a   Zvon Zikmund című cseh Wikipédia-szócikk ezen változatának fordításán alapul.  Az eredeti cikk szerkesztőit annak laptörténete sorolja fel. Ez a jelzés csupán a megfogalmazás eredetét és a szerzői jogokat jelzi, nem szolgál a cikkben szereplő információk forrásmegjelöléseként.